# Scaphiella cymbalaria
Espèce
Synonymes
- Scaphiella cymballaria Simon, 1892

Scaphiella cymbalaria est une espèce d'araignées aranéomorphes de la famille des Oonopidae.

## Distribution
Cette espèce est endémique des Petites Antilles. Elle se rencontre à Montserrat, à la Dominique, à la Martinique et à Saint-Vincent.

## Description
Le mâle décrit par Platnick et Dupérré en 2010 mesure 1,60 mm et la femelle 1,80 mm.

## Publication originale
- Simon, 1892 : On the spiders of the island of St. Vincent. Part 1. Proceedings of the Zoological Society of London, vol. 1891, p. 549-575 (texte intégral).